# Meegaste
Meegaste – wieś w Estonii, prowincji Valga, w gminie Otepää.